# Batarà pissarrós variable
El batarà pissarrós variable (Thamnophilus caerulescens) és una espècie d'ocell de la família dels tamnofílids (Thamnophilidae).

## Hàbitat i distribució
Habita zones boscoses del Perú, Bolívia, nord de l'Argentina, nord i sud-est del Paraguai, sud i nord-est del Brasil i l'Uruguai.